# Espace de Bergman
En analyse complexe, une branche des mathématiques, un espace de Bergman, nommé d'après Stefan Bergman, est un espace fonctionnel de fonctions holomorphes dans un domaine D du plan complexe qui ont un comportement suffisamment bon à la frontière pour qu'elles soient absolument intégrables. Plus précisément, {\displaystyle A^{p}(D)} est l'espace des fonctions holomorphes dans D telles que la p-norme
{\displaystyle \|f\|_{p}=\left(\int _{D}|f(x+iy)|^{p}\,dx\,dy\right)^{1/p}<\infty .}
Donc {\displaystyle A^{p}(D)} est le sous-espace des fonctions holomorphes qui sont dans l'espace Lp(D). Les espaces de Bergman sont des espaces de Banach, ce qui est une conséquence de l'estimation, valide sur les sous-ensembles compacts K de D:
{\displaystyle (1)\quad \sup _{z\in K}|f(z)|\leq C_{K}\|f\|_{L^{p}(D)}.}
Donc la convergence d'une suite de fonctions holomorphes dans Lp(D) implique alors la convergence sur tout compact, et ainsi la fonction limite est aussi holomorphe.
Si p = 2, alors {\displaystyle A^{p}(D)} est un espace de Hilbert à noyau reproduisant, dont le noyau est donné par le noyau de Bergman.

## Source
- (en) Cet article est partiellement ou en totalité issu de l’article de Wikipédia en anglais intitulé « Bergman space » (voir la liste des auteurs).